# Walter Arencibia

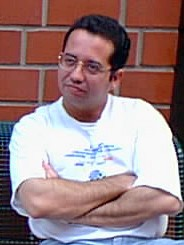
Walter Arencibia, Recklinghausen 1998

Walter Arencibia Rodríguez (* 21. Juli 1967 in Holguín) ist ein kubanischer Schachmeister.
Walter Arencibia erlernte Schach als Achtjähriger und machte rasche Fortschritte. Er gewann 1985 die kubanische Jugendmeisterschaft und wurde 1986 Jugendweltmeister in Gausdal. Er wurde im selben Jahr kubanischer Landesmeister. Im Laufe des Jahres 1990 verbesserte Arencibia seine Elo-Zahl um 130 Punkte auf 2550: Er gewann in diesem Jahr erneut die Meisterschaft Kubas, das Capablanca-Memorial in Havanna und qualifizierte sich über das Zonenturnier zum Interzonenturnier in Manila. Für diese Leistungen verlieh ihm die FIDE den Titel Großmeister. Arencibia nahm auch am Interzonenturnier in Biel 1993 teil. Von 1986 in Dubai bis 2006 in Turin vertrat er Kuba bei neun Schacholympiaden. Außerdem nahm Arencibia an den Mannschaftsweltmeisterschaften 1993, 1997, 2001 und 2005 teil, wobei er 2005 in Beʾer Scheva das drittbeste Ergebnis der Reservespieler erreichte und gewann mit der kubanischen Mannschaft die panamerikanischen Mannschaftsmeisterschaften 1987 in Junín, 1991 in Guarapuava, 1995 in Cascavel, 2000 in Mérida (Venezuela) und 2003 in Rio de Janeiro.
In der spanischen Mannschaftsmeisterschaft spielte er 1997 und 1998 für CE Terrassa.
Die höchste von ihm erreichte Elo-Zahl lag bei 2573 im Januar 2008.